# 皮亞季杜布 (馬林區)
50°59′38″N 29°24′46″E / 50.99389°N 29.41278°E
皮亞季杜布（烏克蘭語：П'ятидуб），是烏克蘭北部的村莊，隸屬日托米爾州的科羅斯滕區。該村始建於1903年，面積0.27平方公里，海拔高度166米，2001年人口13，人口密度每平方公里48.15人。